# Margarida llisa
La margarida llisa, caragolí o margarida (Nassarius mutabilis) és una espècie gastròpode marí de la família Nassariidae.
Es troba a les costes del Mediterrani, inloent-hi el litoral de Catalunya. És un cargol comestible i s'acostuma a menjar bullida.